# Rhododendron praeclarum
Rhododendron praeclarum är en ljungväxtart som beskrevs av John Hutton Balfour och Farrer. Rhododendron praeclarum ingår i släktet rododendron, och familjen ljungväxter. Inga underarter finns listade i Catalogue of Life.